# Yanglingang
Yanglingang (forenklet kinesisk: 杨林岗村; traditionelt kinesisk: 楊林崗村 ) er en lille fiskerby beliggende på grænsen mellem Shanghai og Jiangsu-provinsen i Kina. Landsbyen består af omkring halvtreds familier, som får deres næring ved at fiske og samle drikkevand fra Yangtze-floden, som har betydelige problemer med forurening. Landsbyen er "omgivet af kraftværker, papirfabrikker og kemiske anlæg". Landsbyens beboere lever på deres både.